# ТЭМ11А
ТЭМ11А (ТЭМ-11А, TEM11A) (тепловоз с электрической передачей, маневровый, мощностью дизеля не менее 1100 кВт, с асинхронными тяговыми электродвигателями) — маневровый тепловоз с асинхронным тяговым приводом, выпускаемый локомотивостроительным заводом АО «Локомотив кұрастыру зауыты» в Астане по лицензии компании General Electric Transportation (с 2019 года Wabtec). 
Серийное производство начато в 2020 году.

## История
Планы по производству манёвренных тепловозов на заводе АО «Локомотив кұрастыру зауыты» имелись давно. В СМИ писалось о возможном начале сборки таких машин к 2017 году.
В 2018 году между тогда еще GE Transportation (поглощена Wabtec в 2019 году) и национальной железнодорожной компанией «Казахстан Темир Жолы» (КТЖ) был подписан контракт на разработку манёвренной модели тепловоза. Планировалось к 2030 году поставить 300 таких локомотивов. 
К концу 2020 года было изготовлено 2 прототипа ТЭМ11А, начались сертификационные испытания. В декабре тепловоз получил сертификат соответствия требованиям ТР ТС 001/2011, был одобрен выпуск установочной серии из 300 штук. Однако позже сообщалось другое количество.
В июле 2024 года маневровые тепловозы серии ТЭМ11А прибыли в эксплуатационное локомотивное депо Жана-Есиль. К августу в казахстанских депо имелось уже 18 таких машин.
В октябре 2024 года в Кокшетау открылся сервисный центр для обслуживанию 21 локомотивов серии ТЭМ11А.

## Общие сведения и характеристики
Мощность тепловоза по дизелю 1,1 МВт, при этом мощность дизель-генераторной установки возможно программно увеличить до 1,5 МВт. Применены V-образный 12-цилиндровый дизельный двигатель и асинхронный генератор. Тяговые усилие при старте — 367 кН, при длительном режиме — 275 кН. Удельный расход топлива — 199 г/кВт*ч, а на холостом ходу расходуется 6 кг дизеля в час, экипировочный запас топлива составляет 6 тыс. л.
Согласно техническим характеристикам тепловоз ТЭМ11А способен проходить кривые с минимальным радиусом 80 м при скорости 5 км/ч. Машина является четырехосной, однако возможно также адаптировать под шесть осей.
Кузов капотного типа, классическая для маневровых локомотивов. Кабина повышена над капотами и даёт всесторонний обзор.

### Характеристики[8]
- Колея — 1520 мм
- Конструкционная скорость — 100 км/ч
- Минимальный радиус прохождения кривых — 80 м (при скорости 5 км/ч)
- Мощность двигателя (GEVO) — 1500 л.с. (1100 кВт).
- Тип ТЭД — асинхронные
- Осевая формула — 2о-2о (с адаптацией 3о-3о)
- Тип — маневровый
- Срок службы — 40 лет
- Периодичность обслуживания — 184 дней

## Эксплуатация

### Казахстан
В июле 2024 года маневровые тепловозы серии ТЭМ11А прибыли в эксплуатационное локомотивное депо Жана-Есиль. К августу в казахстанских депо имелось уже 18 таких машин.